# Thalictrum xingshanicum
Thalictrum xingshanicum là một loài thực vật có hoa trong họ Mao lương. Loài này được G.F. Tao miêu tả khoa học đầu tiên năm 1984.